# Kirby Star Allies
Kirby Star Allies is een computerspel ontwikkeld door HAL Laboratory en uitgegeven door Nintendo als onderdeel van de Kirby-spelserie. Het spel is wereldwijd uitgekomen op 16 maart 2018 voor de Nintendo Switch.

## Gameplay
Het platformspel wordt vanuit een 2D-perspectief gespeeld waarin de speler het personage Kirby bestuurt. Kirby kan harten gooien naar tegenstanders om ze als compagnon toe te voegen aan zijn team. Hierdoor komen nieuwe aanvalstechnieken beschikbaar die ook gecombineerd kunnen worden. Wanneer Kirby drie compagnons heeft kunnen zij Vriendacties uitvoeren in bepaalde velden, zoals Vriendtrein en Vriendster.

## Ontvangst
| Recensiescore       | Recensiescore |
| Recensieverzamelaar | Score         |
| ------------------- | ------------- |
| Metacritic          | 74/100        |
| Publicist           | Score         |
| Destructoid         | 9/10          |
| Game Informer       | 6,25/10       |
| Gamer.nl            | 7/10          |
| GameSpot            | 8/10          |
| IGN                 | 8,3/10        |
| Polygon             | 7/10          |
| XGN                 | 8/10          |

Kirby Star Allies kreeg positieve recensies volgens aggregatiewebsite Metacritic. Het spel werd geprezen om de visuele aspecten en muziek, kritiek is er op de lage moeilijkheidsgraad.